# Antonio Gandini
Antonio Gandini (né en 1565, mort le 17 juillet 1630) est un peintre italien de la fin de la Renaissance actif à Brescia à la fin du XVIe et au début du  XVIIe siècle.

## Biographie
Antonio Gandini a été l'élève du peintre Paolo Veronese.
À Brescia, ses élèves ont été Ottavio Amigoni, Francesco Barbieri (Il Legnano) et Ambrogio Besozzi. Son fils, Bernardino (mort en 1651) a également été un peintre.

## Sources
- (en) Cet article est partiellement ou en totalité issu de l’article de Wikipédia en anglais intitulé « Antonio Gandini » (voir la liste des auteurs).